# Hasel
Hasel település Németországban, azon belül Baden-Württembergben. Lakosainak száma 1225 fő (2023. december 31.).

## Népesség
A település népessége az elmúlt években az alábbi módon változott:
| Lakosok száma | 881  | 959  | 1072 | 1036 | 1010 | 1027 | 1116 | 1111 | 1119 | 1225 |
|               | 1961 | 1967 | 1974 | 1980 | 1987 | 1993 | 2000 | 2006 | 2013 | 2023 |